# Défina
Défina est une localité et une commune rurale du Mali de l'arrondissement central de Garalo, dans le cercle de Garalo et la région de Bougouni.

## Villages
La commune s'étend sur 8 localités relevées lors du recensement général de 2009. 
Les villages les plus peuplés sont :
- Défina (2 266 habitants)
- N'Gomi (1 264 habitants)
- Bladié Zana (1 142 habitants)